# This Woman Is Dangerous
This Woman Is Dangerous (bra: A Tragédia do Meu Destino) é um filme noir estadunidense de 1952, do gênero drama criminal, dirigido por Felix E. Feist, e estrelado por Joan Crawford, Dennis Morgan e David Brian. O roteiro de Geoffrey Homes e George Worthing Yates foi baseado em uma história de Bernard Girard.
A trama retrata a história sobre os romances de uma mulher criminosa com dois homens diferentes, enquanto sua cegueira iminente aproxima-se cada vez mais.

## Sinopse
A gângster Elizabeth "Beth" Austin (Joan Crawford), amante do criminoso Matt Jackson (David Brian), é atormentada por dores de cabeça e está perdendo rapidamente sua visão, como dito por seu oftalmologista. Em busca de uma maneira de retardar a doença, Beth viaja para se tratar em um hospital. Chegando lá, ela acaba se envolvendo e se apaixonando pelo Dr. Ben Halleck (Dennis Morgan), o médico local. Após Matt descobrir sobre o novo interesse de Beth, a moça precisa se afastar de Ben para que nada de ruim aconteça a ele.

## Elenco
- Joan Crawford como Elizabeth "Beth" Austin[3]
- Dennis Morgan como Dr. Ben Halleck
- David Brian como Matt Jackson
- Mari Aldon como Ann Jackson
- Richard Webb como Franklin
- Philip Carey como Will Jackson
- Ian MacDonald como Joe Crossland
- Katherine Warren como Enfermeira
- George Chandler como Dr. Ryan (não-creditado)
- Sherry Jackson como Susan Halleck (não-creditada)

## Produção
Já que roteiros que retratavam gângsteres que se arrependiam de suas vidas criminosas e encontravam a luz se tornou banal na década de 1950, algumas fontes sugerem que o chefe do estúdio, Jack L. Warner, ofereceu a Crawford o papel de Beth Austin, esperando que a estrela – que era considerada difícil – o recusasse, assim fornecendo motivos para o estúdio rescindir seu contrato. Essa também pode ter sido a razão pela qual ele ofereceu o papel de cirurgião oftalmológico a Dennis Morgan, cuja atenção havia diminuído desde a Segunda Guerra Mundial. Para surpresa de Warner, as duas estrelas aceitaram os papéis no filme. Crawford mais tarde instruiu seus agentes a negociar o fim de seu contrato com a Warner Bros. Depois disso, ela estrelou a produção independente de sucesso "Sudden Fear" (1952), que lhe rendeu sua terceira e última indicação ao Oscar de melhor atriz.

## Recepção
Bosley Crowther, em sua crítica para o The New York Times, escreveu: "Há apenas uma explicação possível, no entanto, para um lixo fictício como este, que é entregue deliberadamente em nome de uma tarifa dramática. Isso é pura invenção para exibir o charme pétreo de Srta. Crawford". Otis Guernsey Jr., em sua crítica para o New York Herald Tribune, descreveu-o como "uma história longa, ventosa e cansativa".

## Mídia doméstica
O filme foi lançado em DVD para a Região 1 em 23 de março de 2009 (no suposto 105.º aniversário de Crawford), pela Warner Bros. Archive Collection.

## Adaptação para a rádio
"This Woman Is Dangerous" foi apresentado no Lux Radio Theatre em 16 de março de 1953. A adaptação de uma hora estrelou Virginia Mayo, com Dennis Morgan reprisando seu papel no filme.